# Carrhotus scriptus
Carrhotus scriptus là một loài nhện trong họ Salticidae.
Loài này thuộc chi Carrhotus. Carrhotus scriptus được Eugène Simon miêu tả năm 1902.